# Sarilhos Pequenos

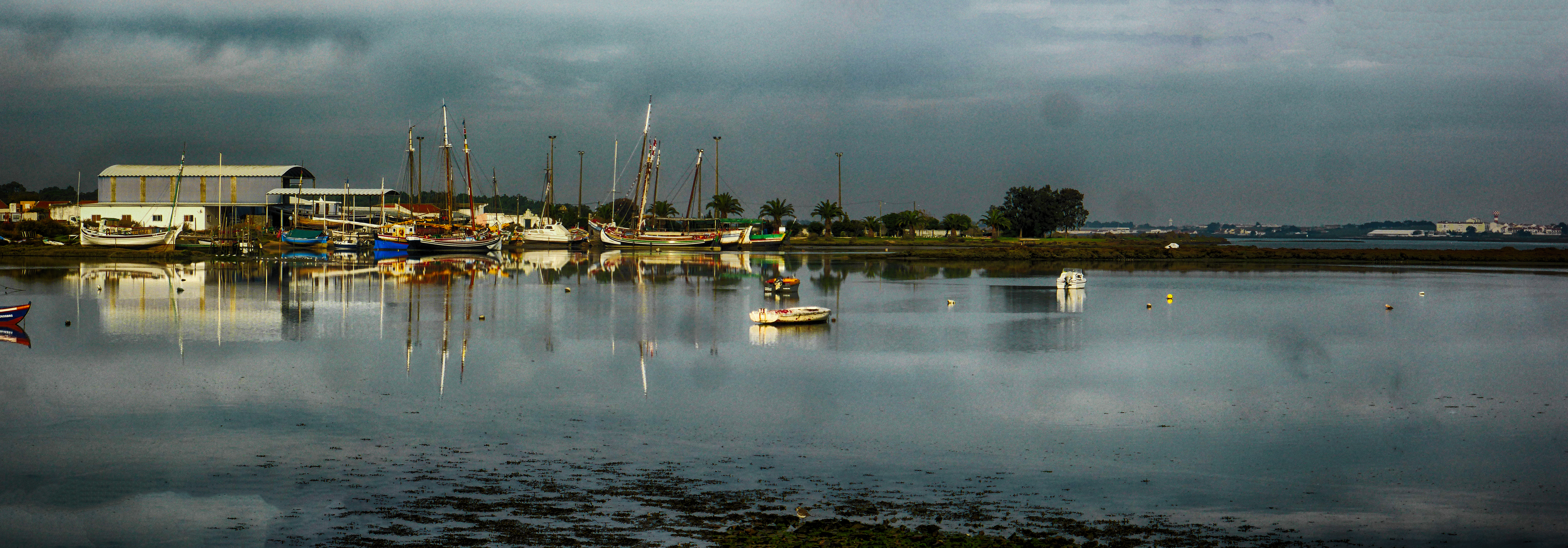
Hafen von Sarilhos Pequenos

Sarilhos Pequenos ist ein Ort und eine ehemalige Gemeinde (Freguesia) im portugiesischen Kreis Moita. Die Gemeinde hatte 1157 Einwohner (Stand 30. Juni 2011).
Am 29. September 2013 wurden die Gemeinden Sarilhos Pequenos und Gaio-Rosário zur neuen Gemeinde União das Freguesias de Gaio-Rosário e Sarilhos Pequenos zusammengeschlossen.

## Persönlichkeiten
- António Henriques Jesus Oliveira (* 1958), Fußballspieler